# Polyipnus matsubarai
Polyipnus matsubarai is een straalvinnige vissensoort uit de familie van diepzeebijlvissen (Sternoptychidae). De wetenschappelijke naam van de soort is voor het eerst geldig gepubliceerd in 1961 door Schultz.